# Grevelingensluis
De Grevelingensluis is de schutsluis in de Grevelingendam bij Bruinisse in de Nederlandse provincie Zeeland. De sluis verbindt het Grevelingenmeer met de Krammer, en is geschikt voor vaartuigen tot en met CEMT-klasse Va. 
Het ontstaan van de sluis is een gevolg van de aanleg van de Grevelingendam. In de dam was een schutsluis voor de scheepvaart nodig. De bouw werd in april 1958 aanbesteed, en op 18 juni 1962 werd de sluis voor het scheepvaartverkeer opengesteld.
De sluis is 139 meter lang, waarvan bij vloed maar 125 m kan worden gebruikt. Het verschil wordt veroorzaakt door de brug, die over de 16 m brede kolk ligt en waaronder bij vloed geen schip mag liggen. De drempeldiepte is −5,3 m NAP. De maximale toegestane maten voor vaartuigen zijn 110 × 18 meter.
Aan de westkant van de sluis ligt een ophaalbrug boven de sluis met een doorvaarthoogte van 6,34 m ten opzichte van het meerpeil. (6,14 m NAP). Ook aan de westzijde is een rolbrug voor (brom)fiets- en voetverkeer met een doorvaarthoogte van 4,24 m meerpeil. (4,04 m NAP). Om te zorgen dat altijd een brug voor het wegverkeer beschikbaar is, is in 2005 een ringweg voor wegverkeer in  gebruik genomen, de Ringweg Bruinisse met een rolbrug over de sluis. De naam van die brug is Den Ysere Ryve, en de onderdoorvaarthoogte is 4,27 m NAP. Bediening van de sluis en de bruggen wordt op afstand gedaan vanuit de Nautische Centrale Neeltje Jans. Wanneer het windkracht 7 Beaufort of meer is, worden de bruggen niet bediend.